# Torneo femenino de fútbol en los Juegos Panamericanos de 1999
El fútbol femenino en los Juegos Panamericanos de Winnipeg 1999 se disputó entre el  23 de julio y el 7 de agosto de 1999.
Participaron en el torneo 5 selecciones nacionales. El equipo campeón fue la selección de Estados Unidos.

## Equipos participantes
| Equipos participantes | Equipos participantes | Equipos participantes |
| --------------------- | --------------------- | --------------------- |
| Canadá                | México                | Costa Rica            |
| Estados Unidos        | Trinidad y Tobago     |                       |

## Resultados

### Primera fase
| Equipo            | Pts | PJ | PG | PE | PP | GF | GC |
| ----------------- | --- | -- | -- | -- | -- | -- | -- |
| Estados Unidos    | 10  | 4  | 3  | 1  | 0  | 19 | 2  |
| Canadá            | 9   | 4  | 3  | 0  | 1  | 13 | 6  |
| México            | 7   | 4  | 2  | 1  | 1  | 13 | 6  |
| Costa Rica        | 3   | 4  | 1  | 0  | 3  | 3  | 14 |
| Trinidad y Tobago | 0   | 4  | 0  | 0  | 4  | 3  | 23 |

| 23 de julio de 1999 | Estados Unidos | 6:0 | Costa Rica |  |  |

| 23 de julio de 1999 | Canadá | 7:1 | Trinidad y Tobago |  |  |

| 25 de julio de 1999 | Estados Unidos | 1:1 | México |  |  |

| 25 de julio de 1999 | Costa Rica | 0:3 | Canadá |  |  |

| 27 de julio de 1999 | Costa Rica | 2:0 | Trinidad y Tobago |  |  |

| 27 de julio de 1999 | Canadá | 3:2 | México |  |  |

| 29 de julio de 1999 | Estados Unidos | 9:1 | Trinidad y Tobago |  |  |

| 29 de julio de 1999 | México | 5:1 | Costa Rica |  |  |

| 31 de julio de 1999 | México | 5:1 | Trinidad y Tobago |  |  |

| 31 de julio de 1999 | Canadá | 0:3 | Estados Unidos |  |  |

### Segunda fase
|  | Semifinales    | Semifinales |   |            | Final          | Final       |  |
|  | 2 de agosto    | 2 de agosto |   |            | 5 de agosto    | 5 de agosto |  |
|  |                |             |   |            |                |             |  |
|  |                |             |   |            |                |             |  |
|  | Estados Unidos | 2           |   |            |                |             |  |
|  | Costa Rica     | 0           |   |            |                |             |  |
|  |                |             |   |            |                |             |  |
|  |                |             |   |            |                |             |  |
|  |                |             |   |            | Estados Unidos | 1           |  |
|  |                | México      | 0 |            |                |             |  |
|  |                |             |   |            |                |             |  |
|  |                |             |   |            |                |             |  |
|  |                |             |   |            | Tercer lugar   |             |  |
|  |                |             |   |            |                |             |  |
|  | Canadá         | 2 (3)       |   | Costa Rica | 1 (4)          |             |  |
|  | México         | 2 (5)       |   |            | Canadá         | 1 (3)       |  |

#### Semifinales
| 2 de agosto de 1999 | Estados Unidos | 2:0 | Costa Rica |  |  |

| 2 de agosto de 1999 | Canadá | 2:2 (3:5 p.) | México |  |  |

#### Tercer lugar
| 4 de agosto de 1999 | Costa Rica | 1:1 (4:3 p.) | Canadá |  |  |

#### Final
| 5 de agosto de 1999 | Estados Unidos | 1:0 | México |  |  |

| Campeón Estados Unidos     |
| Primer título Panamericano |

## Resultados
| Evento                    | Oro                  | Plata        | Bronce           |
| ------------------------- | -------------------- | ------------ | ---------------- |
| Torneo femenino de fútbol | Estados Unidos (USA) | México (MEX) | Costa Rica (CRC) |